# Plastic Pride
Plastic Pride var en musikgrupp från Umeå, bildad 1996. Till en början spelade bandet hardcore, men kom senare att bli allt mer genreöverskridande.
Flera av medlemmarna har ett förflutet i andra musikkonstellationer, till exempel The Perishers, Shield, Refused och Cult of Luna.
Under sin verksamma tid gav bandet ut skivor på bl.a. Desperate Fight Records.

## Diskografi

### Album
- 1998 - No Hot Ashes
- 2001 - Ammunition Spent

### EP
- 1997 - Daredevil I Lost